# IC 2101
IC 2101 ist eine Balken-Spiralgalaxie vom Hubble-Typ SBc im Sternbild Eridanus am Südsternhimmel. Sie ist schätzungsweise 198 Millionen Lichtjahre von der Milchstraße entfernt und hat einen Durchmesser von etwa 100.000 Lichtjahren.

Im selben Himmelsareal befinden sich u. a. die Galaxien NGC 1666, NGC 1667, NGC 1681, IC 2098.
Das Objekt wurde am 17. Februar 1903 von Isaac Roberts entdeckt.